# Guo Wengui
Guo Wengui (郭文贵S; Contea di Shen, 5 ottobre 1968) è un imprenditore cinese con cittadinanza emiratina, che controlla la Beijing Zenith Holdings tramite i delegati Li Lin e Jiang Yuehua.
All'apice della sua carriera, era la 73ª persona più ricca della Cina. Guo è stato accusato di corruzione e di altri reati dalle autorità cinesi ed è fuggito negli Stati Uniti alla fine del 2014, dopo aver saputo che sarebbe stato arrestato per corruzione, rapimento, riciclaggio di denaro, frode e stupro. Ha collaborato con Steve Bannon tra il 2018 e il 2020, creando insieme due progetti multimediali quali G News e GTV Media Group.

## Biografia

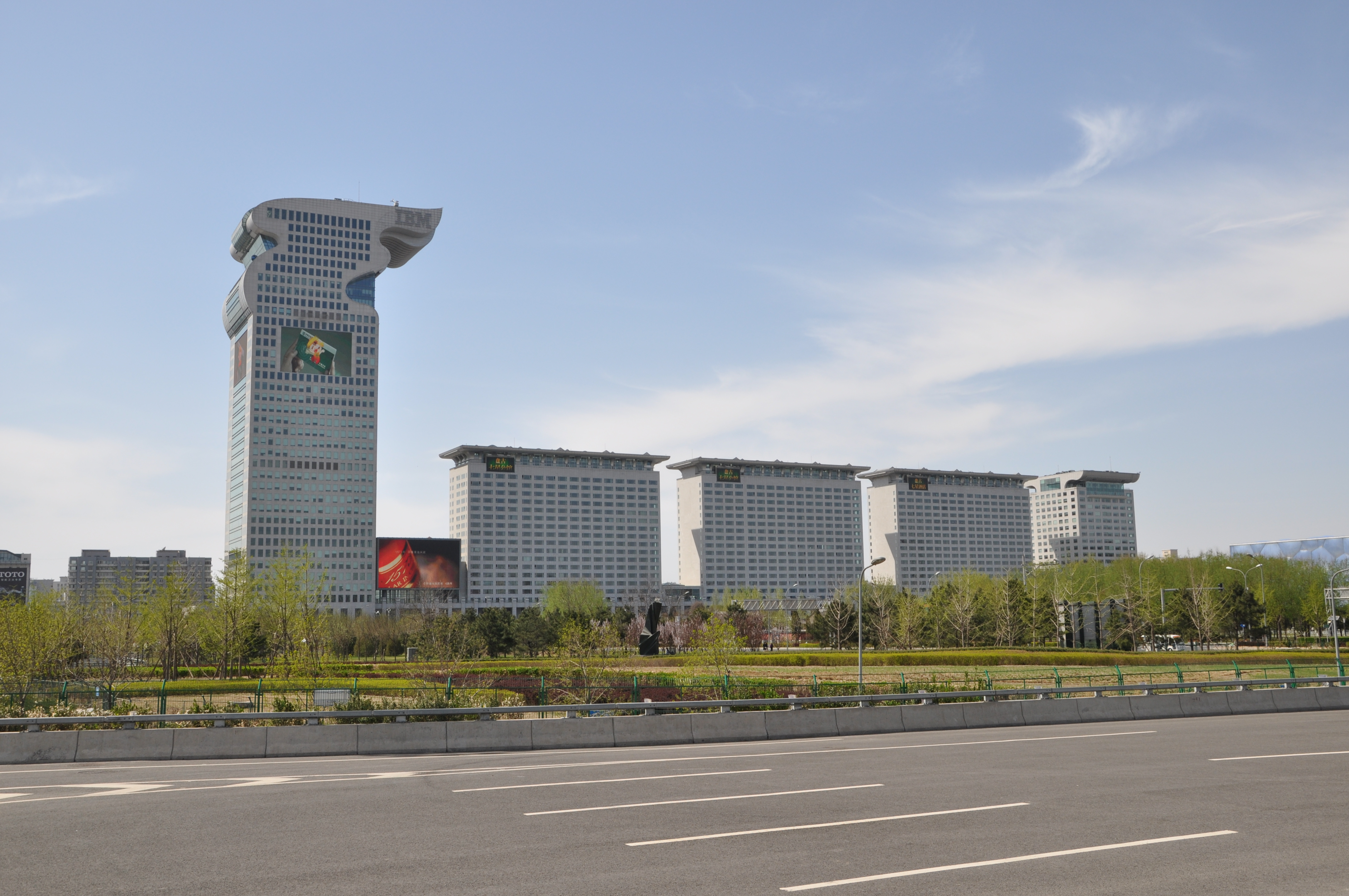
Pangu Plaza

Guo è nato nella contea di Shen, nello Shandong, in Cina. È il settimo di otto figli. Ha iniziato la sua carriera commerciale a Zhengzhou, prima di trasferirsi a Pechino per assicurarsi vari accordi di costruzione durante le Olimpiadi di Pechino del 2008. La sua realizzazione più famosa è stata la Pangu Plaza, una residenza condominiale a forma di torcia olimpica costruita prima dei giochi di Pechino. 
Nel 2014, Guo è partito dalla Cina dopo che uno dei suoi legami politici è stato arrestato. Si è trasferito negli Stati Uniti nel 2015. Guo, a lungo importante negli ambienti dello sviluppo immobiliare e degli investimenti, è arrivato alla fama nel 2015 dopo che un lungo rapporto investigativo dei media Caixin, controllato da Hu Shuli, è stato pubblicato, dettagliando le connessioni politiche, i rapporti commerciali e le tattiche hardball di Guo contro ex rivali. Guo ha risposto con una serie di accuse personali contro Hu. Ha aperto un account Twitter all'inizio del 2017, criticando spesso le persone all'interno dell'establishment cinese. Ha riservato un particolare disprezzo a He Jintao, figlio dell'ex segretario della Commissione centrale per l'ispezione disciplinare He Guoqiang. 
Molti funzionari con cui si diceva avesse legami sono caduti sotto la rete della campagna anti-corruzione voluta da Xi Jinping, tra cui Ma Jian, l'ex vicedirettore del Ministero cinese per la sicurezza dello Stato (MSS), e Zhang Yue, l'ex politico e segretario per gli affari legali dell'Hebei.
Dall'inizio del 2017, Guo è in esilio autoimposto a New York City, dove possiede un appartamento da 82 milioni di dollari nell'Upper East Side di Manhattan, con vista su Central Park. Ha continuato a condurre un'agenda politica per attirare l'attenzione sulla corruzione nel sistema politico cinese dalla sua casa di New York.  Nel novembre 2018, Guo ha messo in vendita l'appartamento per 67 milioni di dollari. Guo è un membro del resort Mar-a-Lago dell'ex presidente degli Stati Uniti Donald Trump in Florida e del Mark's Club a Mayfair, Londra.

### Fallimento
Nel 2021, Guo ha raggiunto un accordo con la Securities and Exchange Commission per pagare 539 milioni di dollari in rimborsi e multe in relazione alla raccolta di fondi illegali per le società.  Non è chiaro quanto sarà in grado di rimborsare i suoi investitori. Nel febbraio 2022 Guo ha presentato istanza di fallimento ai sensi del capitolo 11. In una dichiarazione di fallimento Guo ha stimato che le sue attività totali valgono attualmente tra 50.001 e 100.000 dollati mentre le sue passività variano tra i 100 milioni e 500 milioni di dollari.
Guo ha utilizzato una rete di disinformazione online per promuovere l'uso di trattamenti non provati per COVID-19 e per promuovere teorie cospirative sui vaccini sviluppate da Pfizer e Moderna.
Nel luglio 2024, Guo Wengui è stato condannato da una giuria statunitense per molteplici accuse di frode, accusato di aver gestito un'impresa di racket dal 2018 al 2023 che ha frodato migliaia di investitori per oltre 1 miliardo di dollari.

## Vita privata
Sposato dal 1985 con Yue Qingzhi. Due i figli: Guo Qiang e Guo Mei.